# Yangjiang
Yangjiang is een stad en prefectuur in het zuiden van de Chinese provincie Guangdong. Tijdens de volkstelling van 2020 had de prefectuur 2.602.959 inwoners. De stad zelf telde 859.595 inwoners.

## Geografie
Het gebied van Yangjiang is verdeeld in een district, een stadsarrondissement en twee arrondissementen:
- Jiangcheng (江城区)
- Yangchun (阳春市)
- Yangdong (阳东县)
- Yangxi (阳西县)